# Etilisopropilamina
La etilisopropilamina es un compuesto orgánico de fórmula molecular C5H13N. Es una amina secundaria en donde el nitrógeno está unido a un grupo etilo y a un grupo isopropilo.
Recibe también los nombres de N-etilisopropilamina, isopropiletilamina y 1-metildietilamina.

## Propiedades físicas y químicas
A temperatura ambiente, la etilisopropilamina es un líquido incoloro o de color amarillo pálido. Solidifica a -78 °C —valor teórico— y hierve a 71 °C.
Su densidad es inferior a la del agua (ρ = 0,720 g/cm³).
Esta amina es soluble en agua, en proporción de 2,0 g/L. No obstante, el valor del logaritmo de su coeficiente de reparto, logP = 0,98, muestra que su solubilidad es unas diez veces mayor en disolventes apolares (como el 1-octanol) que en agua.

## Síntesis y usos
La etilisopropilamina puede ser sintetizada mediante reacción entre piridina, N,N-dietilisopropilamina y peróxido de benzoílo, obteniéndose acetaldehído además de etilisopropilamina. Otra forma de producir esta amina es partiendo de 2,4-dimetiltiazol y etanol.
Por último, la N-dealquilación oxidativa aeróbica de la etildiisopropilamina, reacción catalizada por rodio(III)-tetra(p-sulfonatofenil)porfirina utilizando como oxidante oxígeno molecular, también permite obtener etilisopropilamina.
Se ha propuesto el uso de etilisopropilamina en fibras de elastano que incluyen aditivos para reducir las propiedades adhesivas de la fibra.
También como componente para la manufactura de 3-fenil(tio)uracilos y ditiouracilos.
A nivel farmacéutico, esta amina puede ser empleada en la síntesis de análogos de la ciclosporina —fármaco inmunosupresor ampliamente usado en trasplante de órganos— o de composiciones farmacéuticas que contengan dichos análogos.

## Precauciones
La etilisopropilamina es una sustancia muy inflamable —en forma líquida o de vapor— cuyo punto de inflamabilidad es de 16 °C.
Su contacto puede producir quemaduras en la piel y daños en los ojos.